# Drysdalia coronoides
Drysdalia coronoides (білогуба змія) — вид отруйних змій родини аспідових (Elapidae). Ендемік Австралії.

## Поширення і екологія
Білогубі змії поширені у високогір'ях і низовинах на крайньому південному сході Австралії, від крайнього південного сходу Південної Австралії через Вікторію до плоскогір'я Нова Англія на північному сході Нового Південного Уельсу, а також на Тасманії. Вони живуть в різноманітних середовищах, віддають перевагу купинним лукам. Це набільш холодостійкі серед усіх змій Австралії: вони зустрічаються навіть на горі Косцюшко, поблизу снігової лінії. Вони є найменшими з трьох видів змій, поширених на Тасманії, і досягають лише 40 см завдовжки (враховуючи хвіст). Живляться виключно сцинками.